# الشكل والأرض
الشكل والأرض هو مفهوم مستمد من نفسية جيستالت بواسطة واضع نظريات الوسائط مارشال ماكلوهان، والذي يضع في أعماله أساسًا لمعنى عبارته الشهيرة «الوسيط هو الرسالة». وقد استخدم هذا المفهوم لتوضيح كيف تعمل تقنية الاتصالات، وهي الوسيط أو الشكل، بالضرورة عبر سياقها أو أرضها.
وقد اعتقد ماكلوهان أنه لاستيعاب تأثير تقنية جديدة بالكامل، يجب على المرء أن يفحص الشكل (الوسيط) والأرض (السياق) معًا، إذ أن كلاً منهما ليس واضحًا بالكامل بدون الآخر. وقد زعم ماكلوهان أنه يجب علينا دراسة الوسائط في سياقها التاريخي، ولاسيما فيما يتعلق بالتقنيات التي سبقتها. بل إن البيئة الحالية، المصنوعة نفسها من تأثيرات التقنيات السابقة، تعطي الفرصة لظهور تقنيات جديدة تؤثر بدورها بدرجة أكبر على المجتمع والأفراد.
علاوة على ذلك، فإن جميع التقنيات قد تضمنت في ذاتها افتراضات حول الوقت والفراغ. يمكن فقط فهم الرسالة التي يوصلها الوسيط في حالة تحليل الوسيط والبيئة التي يستخدم فيها الوسيط — والتي يقوم في نفس الوقت بإنشائها بفعالية — معًا. وكان يؤمن أن فحص العلاقة بين الشكل والأرض قد توفر تفسيرًا حاسمًا حول الثقافة والمجتمع.
وبدلاً من ذلك، فإن فكرة «الشكل» قد تشير أيضًا إلى محتوى وسيط معين، بينما تشير «الأرض» إلى الوسيط ذاته. ومن ثم يمكن قراءة قول ماكلوهان المأثور «الوسيط هو الرسالة» كمحاولة لجذب الانتباه بعيدًا عن الانهماك في الشكل/الرسالة وتركيزه في أهمية الشكل/الوسيط.

## الحواشي
1. ↑  Old Messengers, New Media: The Legacy of Innis and McLuhan, a virtual museum exhibition at Library and Archives Canada نسخة محفوظة 19 أكتوبر 2017 على موقع واي باك مشين.